# Közönséges virágszöcske
A közönséges virágszöcske (Leptophyes albovittata) a fürgeszöcskék családjába tartozó, Közép- és Kelet-Európában honos szöcskefaj.

## Megjelenése
A közönséges virágszöcske testhossza a hím esetében 9-14 mm, a nőstény 12-16 mm, ehhez járul az 5-6 mm-es tojócső. Vékony, törékeny testű, hosszú lábú szöcske. Színe zöld, kis vöröses vagy barna foltokkal; a hímek háta általában vörösbarna. Lábai és csápjai gyakran vörösesbarnák. Csápja 3-4-szer hosszabb a testénél. A torpajzs alsó széle világos, hátsó pereme kissé megemelkedő, főleg a hímeknél. A potroh két oldalán egy-egy fehéres vonal fut végig. Szárnya csökevényes, látható része a hímek esetében legfeljebb akkora, mint a torpajzs hosszának a fele, a nőstényeknél alig látható. A nőstény tojócsöve sarlószerűen görbült, finoman fogazott, a töve vastag. A hím cercusa (potrohfüggeléke) nagyjából egyenes, vége behajló, pirosas színű.
Cirpelése emberi füllel nem vagy alig hallható, halk strófái 6-10 másodpercenként követik egyesével egymást. Délutántól késő éjjelig ciripel.

### Hasonló fajok
A sárgászöld virágszöcske hasonlít hozzá.

## Elterjedése
Közép- és Kelet-Európában honos, Németországtól kb. a Kaszpi-tengerig. Magyarországon gyakori, hegyvidéken ritkább. 

## Életmódja
Erdőszéleken, cserjéseken, közepesen száraz gyepekben él. Általában a magasabb növényzetben, kórókon, ernyősökön tartózkodik. Növényevő, a lágyszárúak (pl. tyúkhúr, gyermekláncfű, csalán, ernyősök, közönséges aszat) puhább leveleit fogyasztja. Az imágók június-júliusban jelennek meg és októberig láthatók. A nőstény levélhüvelyekbe, növényi szárakba, kéregrepedésekbe rakja petéit, amelyek áttelelnek. A lárvák március-áprilisban jelennek meg a hőmérséklettől függően.

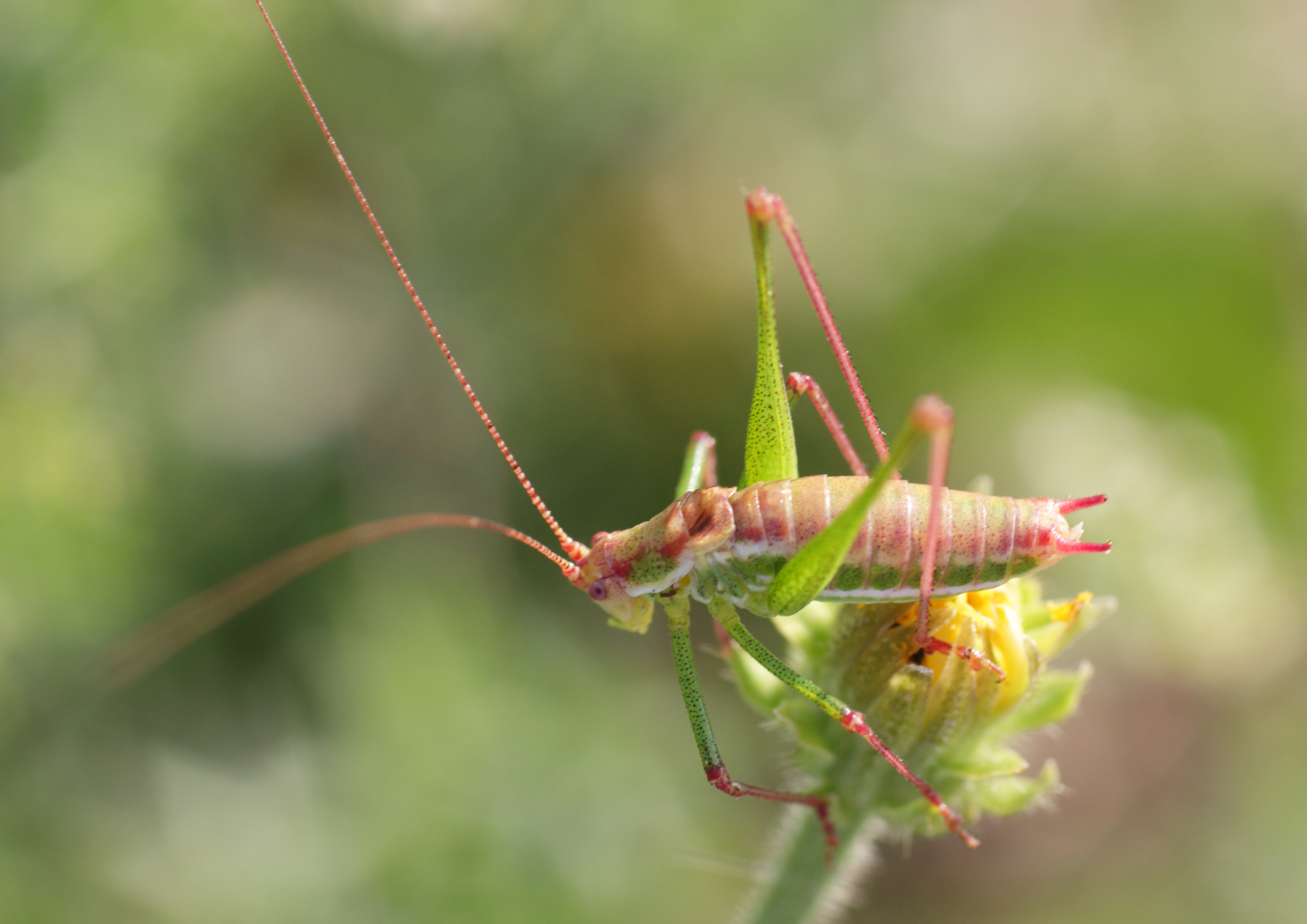
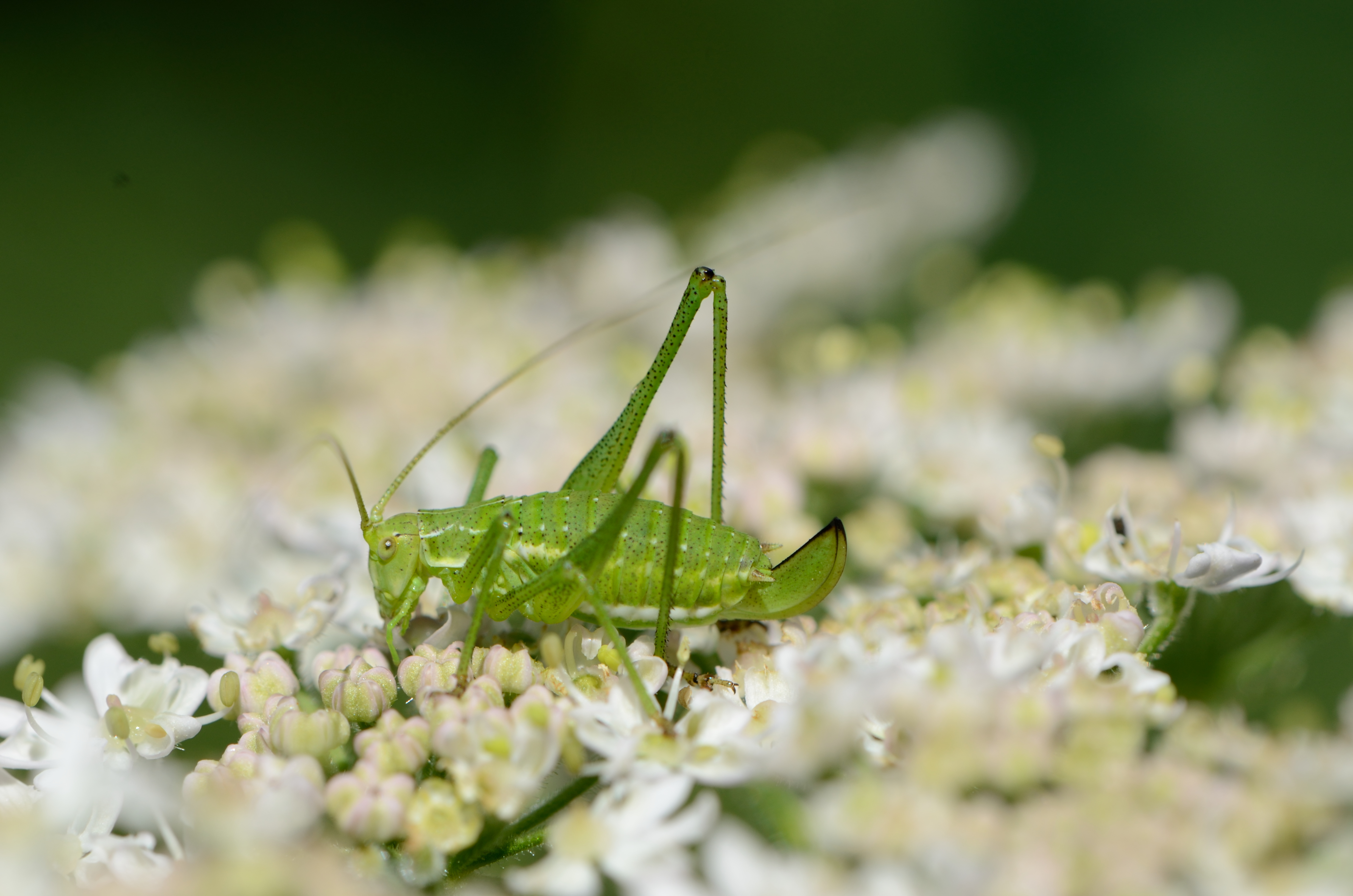
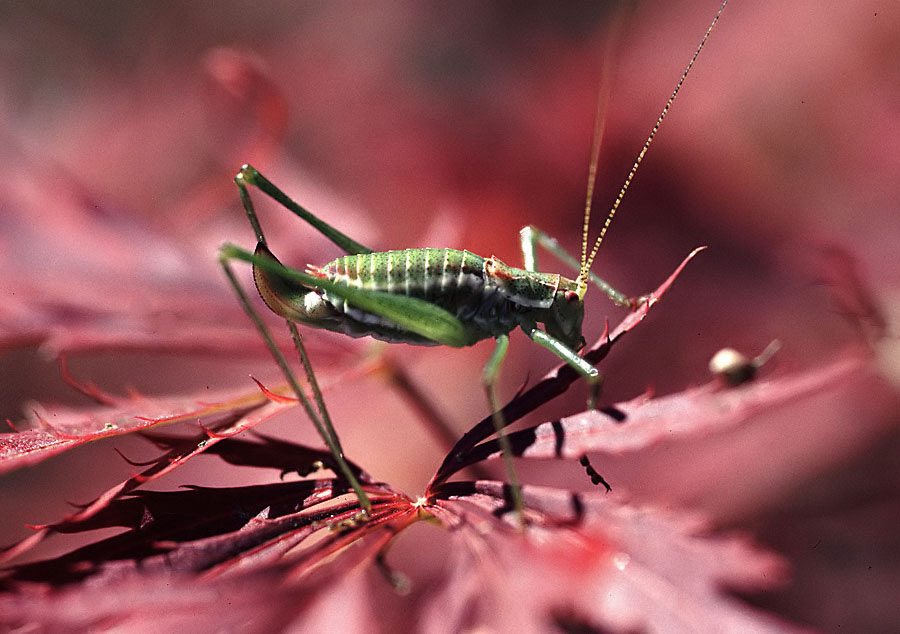
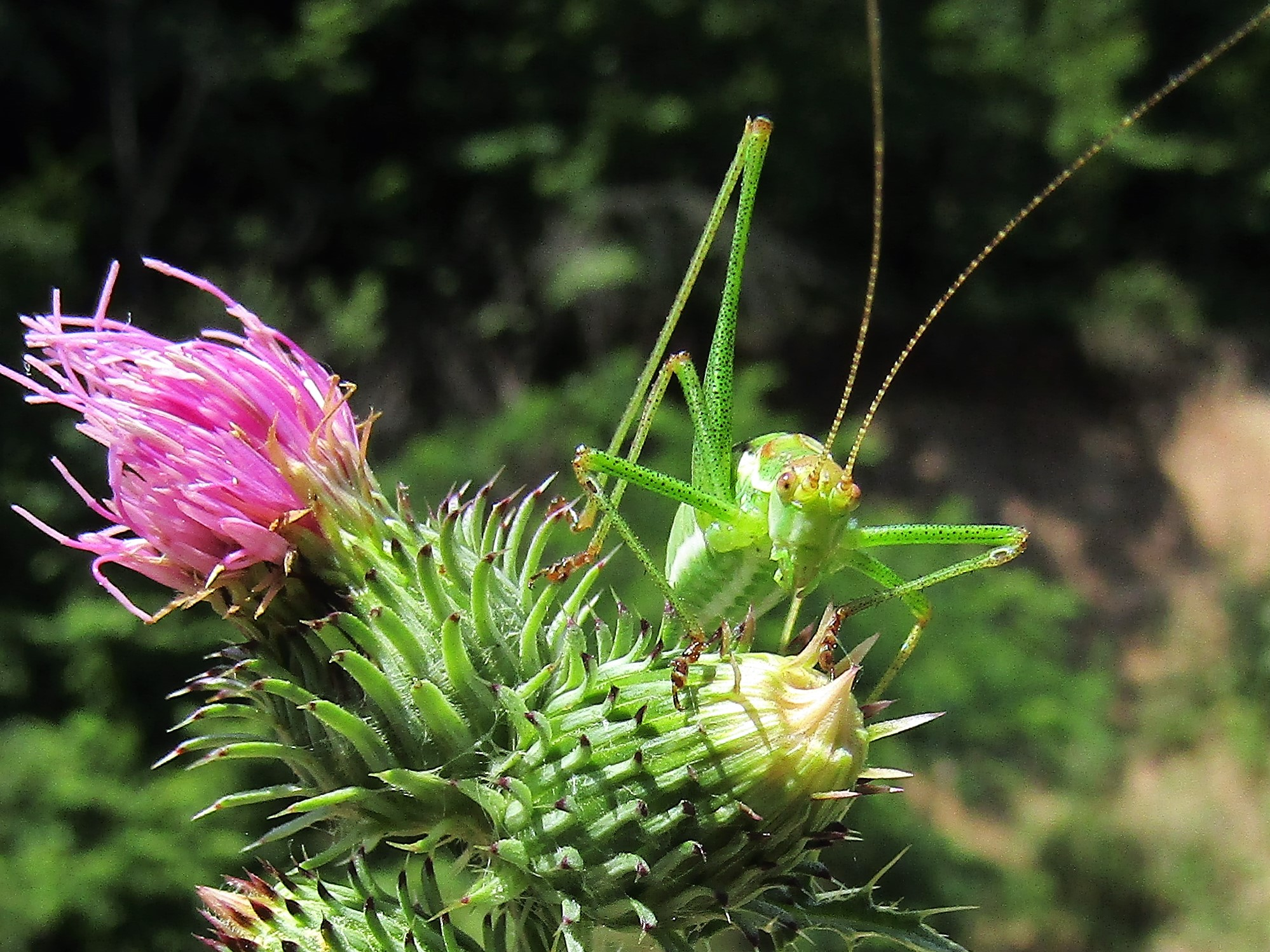

Magyarországon nem védett.